# 牛いじめ

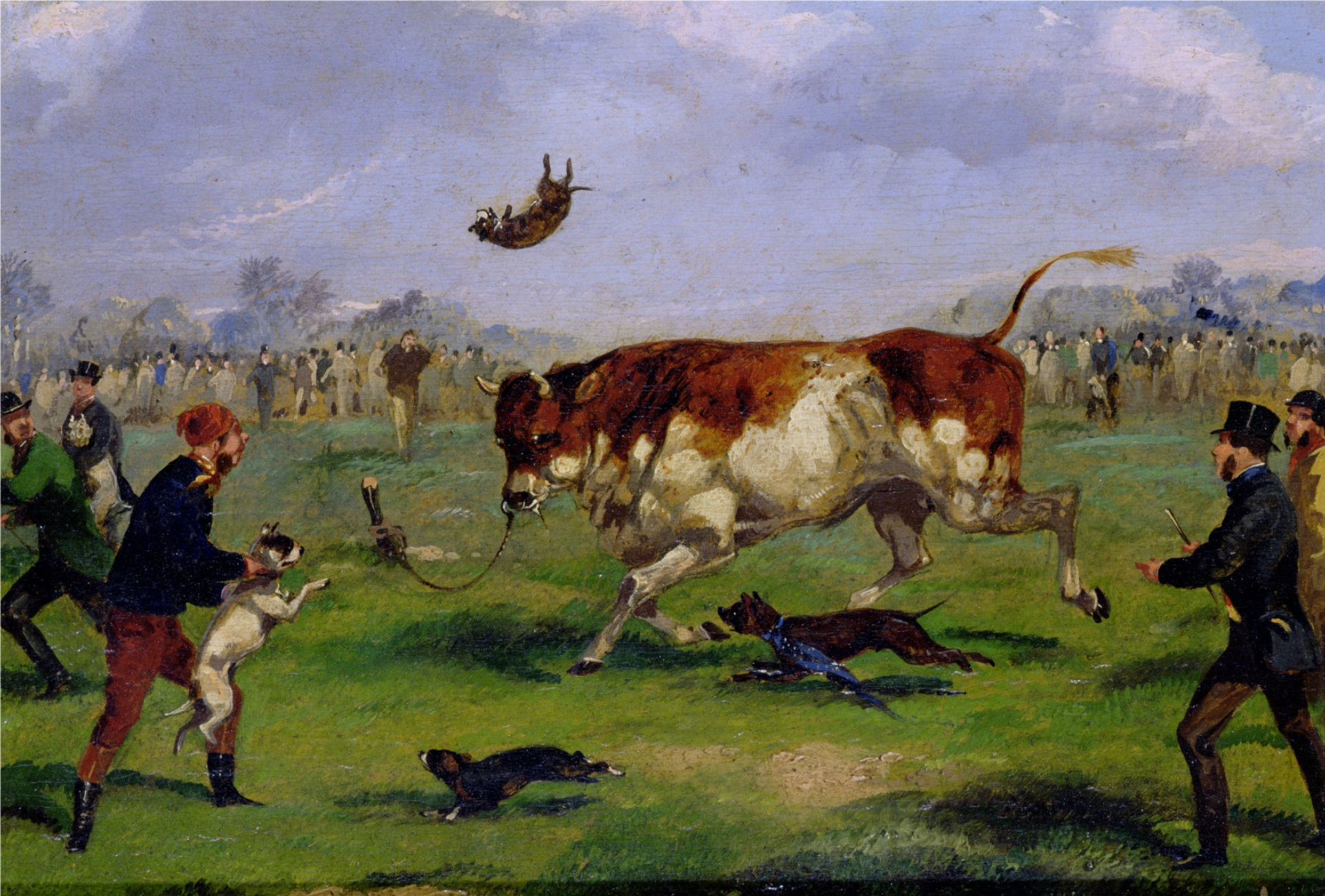
牛いじめ

牛いじめ（うしいじめ、英語: bullbaiting）は、闘犬の一種で、18世紀ごろの英国で流行した雄牛（ブル）と犬を戦わせる見世物。ここで牛に対抗できる犬として開発された犬の品種の一つが、ブルドッグ（bulldog）である。
その当時のブルドッグは、現代ではオールド・イングリッシュ・ブルドッグと呼ばれており、今のブルドッグよりもはるかに運動能力が高かった。一方、1835年、動物へ残虐行為を禁止する法律ができると、牛いじめは禁止された。同時に、ブルドッグという品種も息絶えた。その後、この品種を復活させるための努力がなされ、残っていた残渣のような子孫を交配させることで、今のブルドッグが誕生した。しかしこのブルドッグは、牛いじめのための品種ではなく、愛玩のための品種となったため、もはや運動能力は低くて、牛いじめをするどころか自立的に生きる能力さえ弱まった。
牛いじめをしていたころのブルドッグは、当時の「牛いじめ」の絵画から窺い知れる。その絵画からわかるが、ブルドッグは牛の側面に噛みつくことで、牛を倒そうとした。